# Slavonski Šamac
Slavonski Šamac je općina u Hrvatskoj. Nalazi se u Brodsko-posavskoj županiji.

## Zemljopis
Slavonski Šamac je smješten uz rijeku Savu, na samom istočnom kraju Brodsko-posavske županije. Kroz njega prolazi međunarodni cestovni i željeznički koridor koji povezuje južni dio Hrvatske te BiH s istočnom Hrvatskom, Mađarskom i ostalim zemljama srednje i istočne Europe. Sve to zahvaljujući prirodnom koridoru oko rijeke Bosne, koji se probijajući kroz bosanska brda ulijeva u Savu upravo kod Slavonskog Šamca. U planu je i izgradnja kanala Vukovar-Šamac kojim bi se spojile rijeke Dunav i Sava. Autocesta A3 prolazi sjeverno od Slavonskog Šamca, poveznice su državna cesta D7 Velika Kopanica-Slav. Šamac (13 km) te županijska cesta Babina Greda-Slav. Šamac (9 km). U Slavonskom Šamcu postoji riječno pristanište (zimovalište brodova) koje je povezano prugom sa željezničkim kolodvorom Slavonski Šamac.U Slavonskom Šamcu se nalazi i granični prijelaz prema BiH te most preko rjeke Save kolim je povezan sa susjednim Bosanskim Šamcom.

## Stanovništvo
Prema popisu stanovništva iz 2001. u općini Slavonski Šamac živjelo je 2.649 stanovnika, raspoređenih u dva naselja.
- Slavonski Šamac 1.393
- Kruševica 1.256

### Etnički sastav
- Hrvati 2.587
- Srbi 11
- Bošnjaci 10
- Albanci 3
- Slovenci 2
- ostali, nepoznato 36

| broj stanovnika | 1173  | 1156  | 1302  | 1452  | 1490  | 1483  | 1437  | 1511  | 1670  | 2673  | 2513  | 2777  | 2762  | 2665  | 2649  | 2169  | 1576  |
|                 | 1857. | 1869. | 1880. | 1890. | 1900. | 1910. | 1921. | 1931. | 1948. | 1953. | 1961. | 1971. | 1981. | 1991. | 2001. | 2011. | 2021. |

| broj stanovnika | 457   | 491   | 618   | 730   | 773   | 755   | 719   | 777   | 826   | 1603  | 1343  | 1446  | 1440  | 1295  | 1256  | 996   | 768   |
|                 | 1857. | 1869. | 1880. | 1890. | 1900. | 1910. | 1921. | 1931. | 1948. | 1953. | 1961. | 1971. | 1981. | 1991. | 2001. | 2011. | 2021. |

## Uprava
Slavonski Šamac je općina u Brodsko-posavskoj županiji, a sastoji se od naselja Slavonski Šamac (sjedište općine) i naselja Kruševica.

## Povijest
U Slavonskom Šamcu je pronađena Rimska vojnička diploma Centuriona Likaja koja je datiranu u 71. godinu u doba vladavine cara Vespazijana. 
Slavonski Šamac dobio je svoje ime za vrijeme protuturskih ratova koji su se vodili na tom području od 1687. – 1696., na mjestu pored rijeke Save, gdje su se naseliti stanovnici selišta Mihaljevica i Vrbica Verbicza, D. Canki 1506., Viribica, B. W. McGowan 1571.), te Šabac (Kyffabacz, Lazius 1556., Kifabatz, A.Hirschvogela 1570., Sapica, B. W. McGowan 1571., Kissabac, Pierre du Val 1663.) dio današnjeg sela Kruševice. Dio naselja Mihaljevica (Mihaljevci) postojao je i na desnoj obali Save napuštena Mihaljevica (Miichalonecz, karta A. Hirschvogela iz 1570., Michalowatz, ou Nicholowatz, Pierre du Vul iz 1663.). Naseljavanje se vrši nakon utvrđivanja (gradnje šančeva) kako bi se spriječio Turcima prijelaz ponovno u Slavoniju. Carski kapetan Lukač u okviru Vojne krajine gradi šančeve za obranu od povremenih turskih upada. Po njemu novo naselje dobiva ime Lukačev Šanac (od šanac-prokop, rov, kanal), a kasnije ostaje samo Šamac. Oko 1930. godine dobiva pridjev "Slavonski" da bi se razlikovao od susjednog Bosanskog Šamca. U tadašnjem Lukačevom Šancu je od 1710. godine bilo sjedište župe kojoj su pripadala naselja Kruševica, Šabac, Babina Greda i dio naselja Štitar naseljen Hrvatima. Župa je postojala do 1789. godine, a nakon toga je premještena u Babinu Gredu gdje je ranije 1785. godine preselio (pobjegao) tadašnji župnik Ivan Lipljanić među Šamčanima poznat kao Ivan Lopužić. U to vrijeme u Šamcu su postojale dvije bogomolje (župna crkva sv. Petra i Pavla i Kapela sv. Ivana Nepomuka u dvorištu župnog stana. Groblje u Slavonskom Šamcu je najstarije groblje u okolici, a na tom groblju od osnivanja Šamca sahranjivani su mještani Šamca desno od crkve, stanovnici Kruševice iza crkve i stanovnici Sikirevaca lijevo od crkve sv. Petra i Pavla.

## Gospodarstvo
Općina Slavonski Šamac gradi industrijsku zonu na lokaciji Topolje neposredno uz planiranu obilaznicu Slav. Šamca i Kruševice. Prva od dvije ceste u industrijskoj zoni je izgrađena, a druga je u izgradnji. Općinsko vodstvo ulaže napore oko pokretanja gospodarskog razvoja Općine, a u tijeku je izrada idejnog projekta za jezero na Topolju, uz koje se već nalaze objekti triju udruga.   

## Spomenici i znamenitosti
U Slavonskom Šamcu se nalazi barokna crkva sv. Petra i Pavla izgrađena 1847. godine na mjestu na kojem su ranije postojale dvije crkve građene od hrastova drveta. Crkva ima bogato oslikan strop koji je restauriran tijekom 2011. godine.  U ulici Vladimira Nazora se nalazi obnovljena kapelica sv. Ivana Nepomuka iz 1866. godine izgrađena umjesto ranije drvene kapele koja se nalazila na početku iste ulice na mjestu današnje obiteljske kuće Suratlić neposredno do trošne i napuštene kuće obitelji Juzbašić na mjestu gdje je nekada bio župni stan župnika šamačke župe. Na mjesnom groblju u Slavonskom Šamcu nalazi se zavjetna kapelica Svete Terezije avilske (velike)koju je podigla obitelj Novalić građena krajem 19. stoljećate obnovljena kapelica Velike Gospe u Pištalju. Arhitektonski posebno vrijedan objekt u Slavonskom Šamcu je kuća obitelji Gračan izgrađena u secesijskom stilu koju krasi bogato ukrašeno pročelje i zidne slikarije izgrađena početkom dvadesetog stoljeća. Ista kuća je pod zaštitom Ministarstva kulture RH i u tjeku je njzin otkup od strane Općine i Ministarstva kulture od sadašnjih vlasnika.

## Obrazovanje
Prva škola u Slavonskom Šamcu otvorena je 12. prosinca 1764. godine za vrijeme vladavine Marije Terezije. U isto vrijeme otvorena je i škola u Velikoj Kopanici. Te dvije škole spominje i M.A. Reljković u svom "Satiru". Temelji zgrade ove škole otkriveni su prilikom radova na zgradi Doma kulture. Škola je kasnije više puta selila a važno je napomenuti da je sadašnja zgrada općinske uprave nekada bila škola. Današnja Osnovna škola "Josip Kozarac" Slavonski Šamac izgrađena je u mjestu Kruševica i zajednička je škola za oba naselja u Općini Slavonski Šamac.

## Kultura
Od 1885. godine djeluje kulturno-umjetničko društvo pod nazivom Dobrovoljno predstavljajuće društvo Šamac koje zajedno s Dobrovoljnim vatrogasnim društvom prelazi u rad Hrvatske čitaonice. Današnje društvo djeluje pod nazivom Kulturno umjetničko društvo "Tamburica" i osnovano je 1975. godine. U Slavonskom Šamcu je 2008. godine osnovana udruga pod starim nazivom Dobrovoljno predstavljajuće društvo Šamac koja je organizator smotre izvornog slavonskog sviranja samice pod nazivom Samica na stanu. Smotra se održava jednom godišnje u svibnju na starom šokačkom stanu Franje Vuksanovića - Plemića, nedaleko od šume Malica.

## Šport
- NK Graničar Slavonski Šamac osnovan je davne 1912. godine i jedan je od najstarijih nogometnih klubova u RH. 2012. godine NK Graničar slavi 100 godina postojanja.

## Poznate osobe
- Šamački mučenici